# Patara Arakali
Patara Arakali (en georgiano: პატარა არაქალი; en armenio: Փոքր Առաքել, romanizado: Pvokr Arrakel) es un pueblo de Georgia ubicado en el sur de la región de Mesjetia-Yavajetia, siendo parte del municipio de Ninotsminda.  

## Geografía
Patara Arakali se encuentra en la meseta de Ajalkalaki, en el margen derecho del río Paravani y a 9 km de Ninotsminda. La aldea se administra desde el pueblo de Satje.

## Demografía
La evolución demográfica de Patara Arakali entre 2002 y 2014 fue la siguiente:
| 561                                             | 401 |
| (Fuente: Population of Georgia in Soviet times) |     |

Según los datos del censo de 2014, los armenios son el 100 % de la población local.

## Infraestructura

### Educación
En el pueblo de Patara Arakali hay una escuela.